# Мохелњице (Шумперк)
Мохелњице (чеш. Mohelnice) град је у Чешкој Републици. Град се налази у управној јединици Оломоуцки крај, у оквиру којег припада округу Шумперк.

## Становништво
Према подацима о броју становника из 2014. године град је имао 9.385 становника.